# AgustaWestland AW159 Wildcat
AgustaWestland AW159 Wildcat (prej tudi Future Lynx in Lynx Wildcat) je izboljšana verzija vojaškega Westland Super Lynx helikopterja. AW159 se bo uporabljal ta iskanje in reševanje, borbo proti ladjam (ASuW) in kot večnamenski helikopter. Naročili so ga Britanska kopenska vojska in Kraljeva mornarica. V uporabo naj bi vstopil leta 2014.

## Študije
Projekt Future Lynx se je začel leta 2002, ko so proučevali derivat Super Lynx 300 za zamenjavo Lynx helikopterjev v Britanski vojski. Program se je imenoval Surface Combatant Maritime Rotorcraft (SCMR) in Battlefield Light Utility Helicopter (BLUH). BLUH so potem spremenili v Battlefield Reconnaissance Helicopter (BRH).
22. junija 2006 je Britansko obrambno ministrstvo naročilo 70 Future Lynx helikopterjev v £1 milijardi vredni pogodbi.Do leta 2009 je cena programa narasla na £1,7 milijard.
24. aprila 2009 so dali Future Lynx oznako AW159  in bo znan kot Wildcat..
Prvi prototip je poletel 12. novembra 2009 v kraju Yeovil.
AW159 Wildcat je naslednik in predelan Westland Lynx. Ima veliko podobnosti pa tudi razlik, AW159 naj bi imel 95% novih komponent, ostalih 5% naj bi bilo možno menjati z Lynx v uporabi.
AW159 naj bi bil prvi AgustaWestlandov helikopter zasnovan povsem digitalno. 
Spremenili so repni rotor za daljšo življenjsko dobo in manjšo radarsko opaznost.
Poganjata ga dva  1 362 KM (1 016 kW) LHTEC CTS800 turbgredna motorja in uporablja kompozitne materiale na repnem delu (vključno z rotorji) in ina sprednjem delu. Verzija za mornarico ima tudi AESA radar. Močno so tudi spremenili avioniko in povečali podatkovne povezave z drugimi zrakoplovi.

## Tehnične specifikacije (AW159)
- Posadka: 2 pilota
- Kapacieta: 7 potnikov
- Dolžina: 15,24 m (50 ft 0 in)
- Višina: 3,73 m (12 ft 3 in)
- Maks. vzletna teža: 6 000 kg (13 ,228 lb)
- Motor: 2 × LHTEC CTS800-4N turbogredni, 1 015 kW (1 361 KM) vsak
- Premer rotorja: 12,8 m (42 ft 0 in)
- Površina rotorja: 128,7 m2 (1,385 sq ft)

- Maks. hitrost: 291 km/h (181 mph; 157 kn)
- Dolet: 777 km (483 mi; 420 nmi)
- Največji dolet: 963 km (598 mi; 520 nmi)
- Avtonomija: 2 uri 42 min (4 hr 30 min z dodatnimi tanki)